# Aulacocalyx mapiana
Espèce
Aulacocalyx mapiana  Sonké & Bridson est une espèce de plantes de la famille des Rubiaceae provenant de Banyang Mbo au sud-ouest du Cameroun. Elle a été décrite par Bonaventure Sonké et Diane Mary Bridson.